# 12 Brygada Kawalerii Pancernej
12 Złocieniecka Brygada Kawalerii Pancernej im. gen. Ludwika Kmicic-Skrzyńskiego (12 BKPanc) – jednostka pancerna Wojska Polskiego.

## Formowanie i zmiany organizacyjne
Brygadę utworzono w lipcu 1995 na bazie 33 pułku zmechanizowanego, jako jednostkę 2 Dywizji Zmechanizowanej.
Poprzednikiem 33 pułku zmechanizowanego utworzonego w 1989 był 68 pułk czołgów średnich z Budowa.
W 2001 12 Brygada Kawalerii Pancernej została rozformowana, a w jej koszarach rozlokowana została 2 Brygada Zmechanizowana z Wałcza.
12 BKPanc stacjonowała w Budowie – Złocieniec.

## Tradycje
Brygada przejęła tradycje:
- Batalionu Strzelców Celnych Ziemi Nurskiej z 1794
- Batalionu Strzelców Celnych Ziemi Wirskiej z 1794
- Batalionu Wolonterów Łomżyńskich z 1794
- Gwardii Narodowej Łomżyńskiej (1807—1813)
- Polskiej Organizacji Wojskowej na Ziemi Łomżyńskiej (1915—1918)
- 33 pułku piechoty z lat 1918—1944
- 33 pułku zmechanizowanego(1944−1995)
- 68 pułku czołgów średnich (1951−1990)

oraz wiąże swój rodowód z formacjami kawalerii wywodzącymi się z Podlaskiej Brygady Kawalerii:
- 5 Pułkiem Ułanów im. Zamoyskich (1830−1831)
- 5 Pułkiem Ułanów (II Korpus) (1917−1918)
- 5 Pułkiem Ułanów Zasławskich (1917−1939)
- 5 Pułkiem Ułanów Zasławskich AK (1942−1944)
- Pułkiem Jazdy Podolskiej (1830−1831)
- strzelcami konnymi Kuszla (1830−1831)
- 9 pułkiem strzelców konnych (1921−1939
- 9 pułkiem strzelców konnych AK (1943−1945)
- 14 dywizjonem artylerii konnej (1920−1939)

Batalion zmechanizowany dziedziczył tradycje po pułkach piechoty, a bataliony czołgów po pułkach kawalerii

## Struktura organizacyjna (1997)
- dowództwo i sztab
- batalion dowodzenia
- 1 batalion czołgów
- 2 batalion czołgów d-ca mjr dypl. Zbigniew Dudor
- 3 batalion czołgów
- batalion zmechanizowany
- dywizjon artylerii samobieżnej
- dywizjon artylerii przeciwlotniczej
- kompania rozpoznawcza
- kompania saperów
- kompania remontowa
- kompania medyczna
- kompania zaopatrzenia
- pluton chemiczny

## Dowódcy brygady
- ppłk dypl. Andrzej Malinowski (1995−1998)
- ppłk dypl. Andrzej Ruszel (1998−2000)
- ppłk dypl. Krzysztof Górecki (2000−2001)